# Comunión Católico-Monárquica
Comunión Católico-Monárquica fue uno de los nombres del histórico partido carlista que empezó a usarse a partir de la revolución de 1868 y la participación del carlismo como partido en la política parlamentaria. En esa época los carlistas también usaron la expresión Asociación Católico-Monárquica. El nombre de Comunión Católico-Monárquica se empleó especialmente durante el Sexenio Revolucionario, aunque la prensa carlista continuó utilizando dicha denominación a lo largo del siglo XIX y primer tercio del siglo XX para definir indistintamente a la organización junto con otros como Comunión Tradicionalista o Partido Tradicionalista; Comunión Legitimista o Partido Legitimista; Comunión Carlista o Partido Carlista y, entre los años 1909 y 1931, Comunión Jaimista o Partido Jaimista.
Durante la época del franquismo y de la transición, esta denominación fue adoptada por dos organizaciones políticas que reivindicaron la continuidad histórica del carlismo al margen de la Familia Borbón-Parma: por el partido constituido en 1943 por los carloctavistas, seguidores del archiduque Carlos Pío de Habsburgo-Borbón (Carlos VIII); y por el partido creado en 1977 por Francisco Elías de Tejada, presidente del Centro de Estudios Históricos y Políticos General Zumalacárregui.